# دونتشيري
دونشيري (بالفرنسية: Donchery)‏ بلدية فرنسية تقع في إقليم الأردين تابع لمنطقة شامپان - أردان شمال فرنسا .

## أعلام
- جويل مولر